# Casa de Oro-Mount Helix
Casa de Oro-Mount Helix ist ein census-designated place (CDP) im San Diego County im US-Bundesstaat Kalifornien. Das U.S. Census Bureau hat bei der Volkszählung 2020 eine Einwohnerzahl von 19.576 auf einer Fläche von 17,7 km²  ermittelt. Die Stadt liegt bei den geographischen Koordinaten 32,77° Nord, 116,94° West.